# Hockessin
Hockessin [ˈhoʊkɛsɨn] är en census designated place i New Castle County i den amerikanska delstaten Delaware med en yta av 26 km² och en folkmängd som uppgår till 12 902 invånare (2000). Senator Chris Coons växte upp i Hockessin som dessutom är jazzsångaren Cab Calloways dödsort.